# Psarisomus dalhousiae
Il beccolargo codalunga, conosciuto anche come beccolargo pappagallo o eurilaimo psittacino (Psarisomus dalhousiae (Jameson, 1835)) è un uccello passeriforme della famiglia degli Eurilaimidi. Si tratta dell'unica specie ascritta al genere Psarisomus Swainson, 1837.

## Etimologia
Il nome scientifico della specie commemora la moglie del George Ramsay, IX conte di Dalhousie, Christina Broun, anch'essa contessa di Dalhousie.

## Descrizione

### Dimensioni
Misura fino a 25 cm di lunghezza, di cui la metà spetta alla lunga coda, per un peso che raggiunge i 50-60 g.

### Aspetto

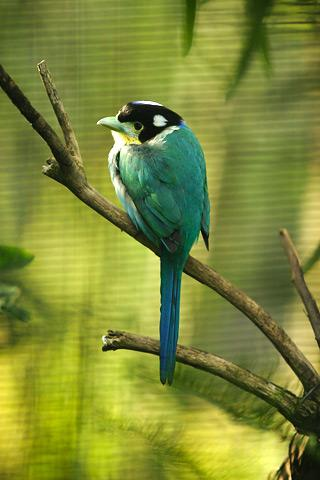
Un esemplare in cattività.

Si tratta di uccelli dall'aspetto tozzo, con una grossa testa munita di un largo becco ogivale leggermente uncinato nella sua parte distale e di una lunga coda leggermente appuntita nella parte terminale.

La colorazione è molto caratteristica e rende questi uccelli quasi inconfondibili. Il corpo è di colore verde erba, mentre la coda, il sottocoda e le remiganti sono di colore azzurro iridescente: sfumature dello stesso colore possono essere presenti a seconda della sottospecie anche sui fianchi (che sono in genere di un colore verde più chiaro o addirittura biancastri) e sulla zona pettorale e ventrale, mentre la faccia interna delle ali è nera con una banda longitudinale biancastra. La faccia, la gola e una macchia periauricolare sono di colore giallo (quest'ultima può essere bianca in alcune sottospecie), mentre il resto della testa (guance comprese) è nero, con la base del collo biancastra e la calotta dello stesso colore, ma che mostra decise sfumature bluastre. Il becco è giallo-verdastro con sfumature bluastre alla base, le zampe sono di color carnicino, gli occhi sono ambrati. I due sessi sono simili.

## Biologia
Si tratta di uccelli diurni e piuttosto socievoli al di fuori della stagione degli amori, che possono essere osservati in coppie o gruppetti, che si muovono fra gli alberi tenendosi in contatto mediante richiami trillanti.

### Alimentazione

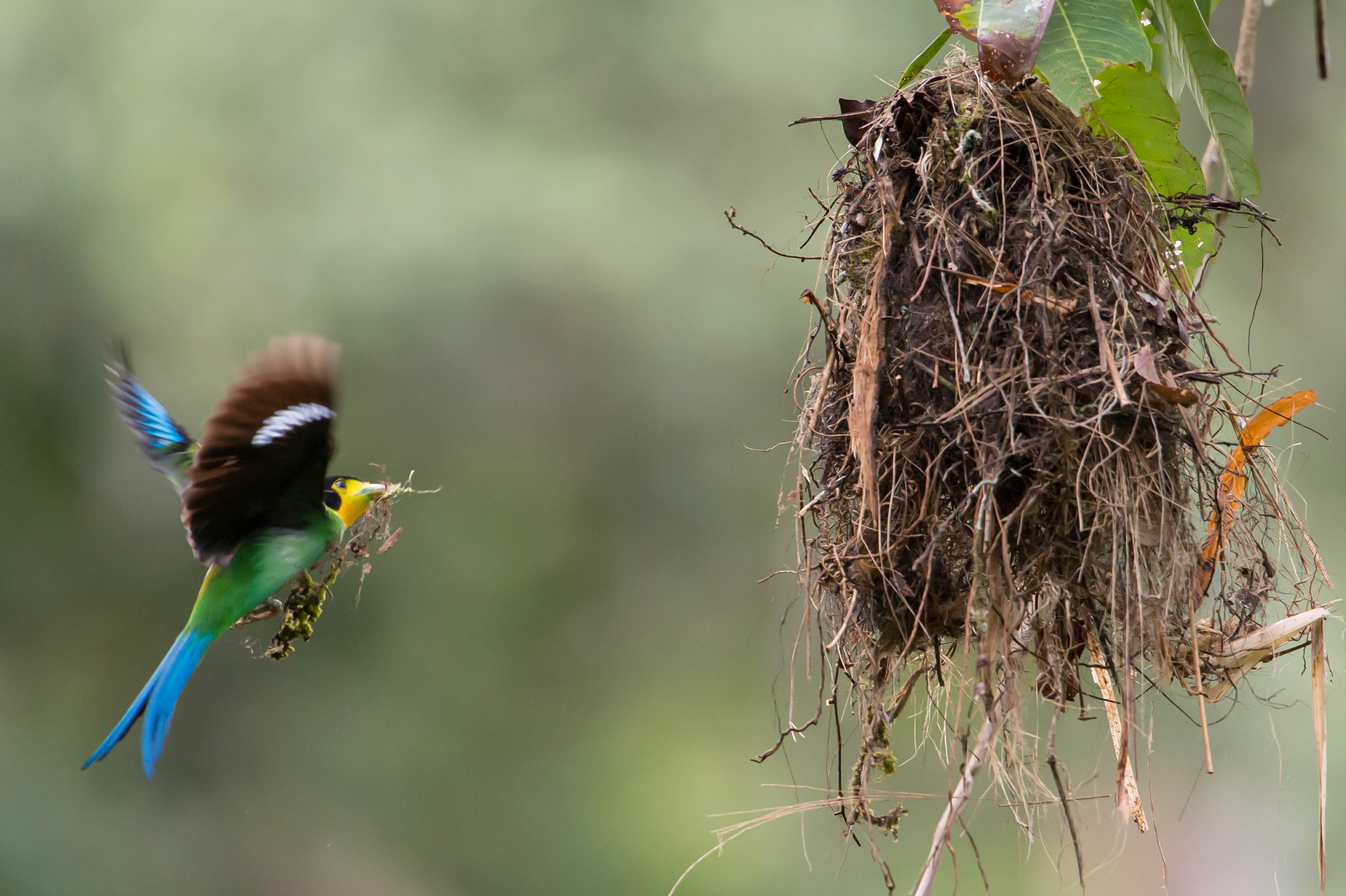
Un esemplare porta materiale al nido in Thailandia.

Questa specie ha abitudini essenzialmente insettivore, nutrendosi di un'ampia gamma d'insetti e piccoli invertebrati, e non disdegnando di catturare di tanto in tanto anche piccoli rettili o anfibi, uova e nidiacei. Inoltre, questi uccelli integrano la propria dieta con frutta matura e bacche, mentre è raro che ricerchino attivamente per nutrirsi semi e granaglie.

### Riproduzione
La stagione riproduttiva coincide con la stagione secca: durante questo periodo le coppie riproduttrici abbandonano gli stormi d'appartenenza divenendo piuttosto territoriali nei confronti degli intrusi.

Il nido è piriforme e pendente da un ramo, e generalmente viene ubicato nelle immediate vicinanze di un corso d'acqua o di un'ansa fluviale: al suo interno la femmina depone 5-6 uova che ambedue i sessi provvedono a covare alternandosi per circa tre settimane. Anche le cure parentali sono a carico di entrambi i genitori, coi nidiacei che sono pronti per l'involo attorno alle 3-4 settimane dalla schiusa, sebbene tendano a rimanere nello stesso gruppo di appartenenza dei genitori ancora per molto tempo.

## Distribuzione e habitat
Il beccolargo codalunga occupa un areale piuttosto vasto, che va dall'India settentrionale e al Nepal ad est fino alla Cina meridionale, e a sud attraverso il Bengala e il Sud-est asiatico (compresi Borneo e Sumatra): il suo habitat è rappresentato dalla volta della foresta pluviale, anche se questi uccelli si dimostrano piuttosto tolleranti alla presenza umana e colonizzano anche giardini alberati, parchi e piantagioni di alberi da frutto.

## Tassonomia

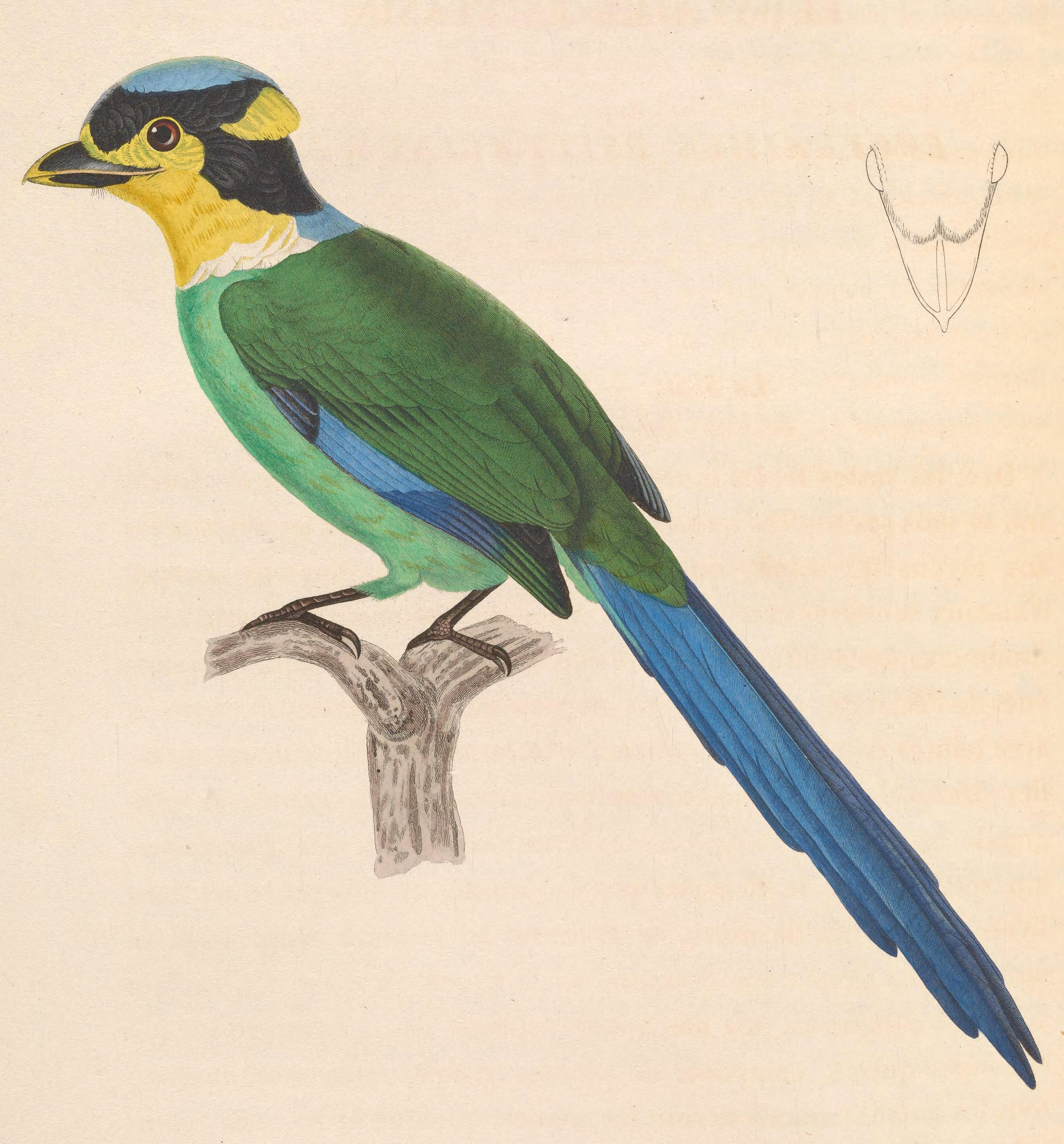
Illustrazione di un esemplare della sottospecie P. d. psittacinus.

Se ne riconoscono cinque sottospecie:
- Psarisomus dalhousiae dalhousiae, la sottospecie nominale, diffusa dal Nepal alla Cina del sud e al Vietnam settentrionale;
- Psarisomus dalhousiae borneensis Hartert, 1904, endemica del Borneo settentrionale;
- Psarisomus dalhousiae cyanicauda Riley, 1935, diffusa in Thailandia sud-orientale e Indocina;
- Psarisomus dalhousiae divinus Deignan, 1947, endemica della Cocincina;
- Psarisomus dalhousiae psittacinus (S. Müller, 1836), diffusa nella penisola malese e a Sumatra;

Le varie sottospecie differiscono fra loro principalmente in base a criteri morfologici, come la taglia e l'intensità e l'estensione della colorazione azzurra e gialla del corpo.